# Jürgen Quaet-Faslem
Jürgen Quaet-Faslem (Göttingen, 1913. május 25. – Hannover, 1971. április 10.) német tengeralattjáró-kapitány volt a második világháborúban. Kétszer szökött meg amerikai hadifogságból.

## Pályafutása
Jürgen Quaet-Faslem a Luftwaffe pilótájaként kezdte katonai pályafutását, majd átvezényelték a tengeralattjáró-flottillához. 1941. november 6-án nevezték ki az U–595 parancsnokának, 1942. március 1-jén sorhajóhadnaggyá léptették elő. 1942. november 14-én hajója végzetesen megsérült egy légitámadásban, ezért Algériában partra futtatta. A legénység amerikai hadifogságba került.
Jürgen Quaet-Faslem 1942. december 1-jén érkezett meg a virginiai Fort Hunt fogolytáborba, ahonnan december 21-én a Tennessee államban működő Crossville táborba vitték. 1944. január 27-én ismét áthelyezték, ekkor az arizonai Papago Parkba. Február 14-én négy másik német tengeralattjáró-parancsnokkal megszökött, és gyalog Mexikóba jutott. Elfogták, és március 1-jén visszaérkezett a fogolytáborba.
1944. december 23-24-én 24 társával ismét megszökött. 1945. január 6-án társával, Friedrich Guggenbergerrel fogták el, kevesebb mint 17 kilométerre a mexikói határtól. 1946. februárban a New York-i Camp Shanksbe vitték, majd a britek által felügyelt zónába, Münster közelébe helyezték; onnan szabadult.

## Összegzés
| Hajója | Parancsnoki szolgálata                 | Őrjáratok száma | Őrjáratok hossza (nap) | Eltalált hajók száma | Eltalált hajók vízkiszorítása (brt) |
| ------ | -------------------------------------- | --------------- | ---------------------- | -------------------- | ----------------------------------- |
| U–595  | 1941. november 6. – 1942. november 14. | 3               | 69                     | 0                    | 0                                   |